# Enrico Rastelli

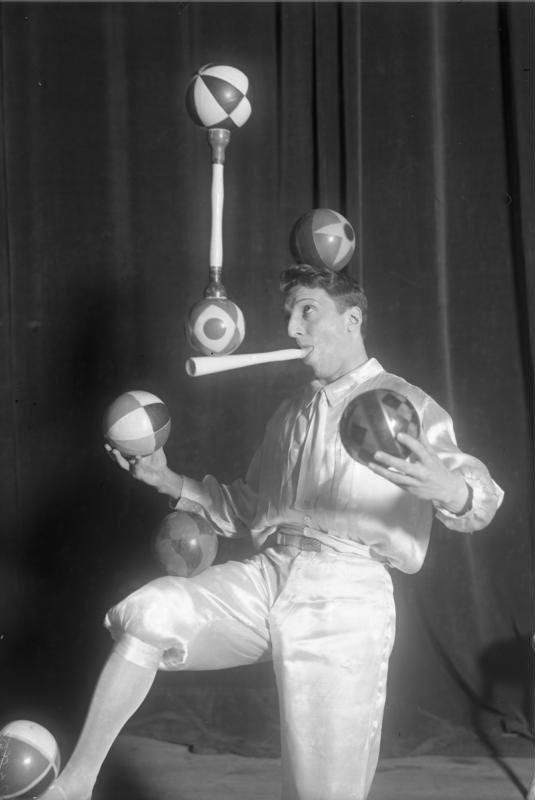
Rastelli haciendo malabares

Enrico Rastelli (Samara, 19 de diciembre de 1896-Bérgamo, 13 de diciembre de 1931) fue un malabarista italiano. Está considerado el mejor malabarista de la historia.

## Biografía
Nació en el seno de una familia de artistas de circo y actores, hijo de Alberto Raimondo Rastelli y Giulia Alessandra Bedini. Debutó a los trece años con su familia y, a los diecinueve, ya tenía un número en solitario. Practicaba malabares con todo tipo de objetos, principalmente mazas, bolas y platillos, e incluso antorchas encendidas. Fue el único que ha sido capaz de hacer juegos malabares con diez bolas a la vez. Tras trabajar un tiempo en Rusia, triunfó en Nueva York en 1923. Posteriormente cosechó éxitos por toda Europa y América. Trabajaba con su esposa, Harriet, que solía vestir de geisha, dispuesta a recoger los objetos que se le cayesen, cosa que no ocurría nunca.
Murió a los treinta y cuatro años a causa de una anemia, tras sufrir una neumonía derivada de las secuelas de una infección de boca mal curada.